# 단노역
단노역(일본어: 端野駅)은 일본 홋카이도 기타미시에 위치한 홋카이도 여객철도 세키호쿠 본선의 철도역이다. 역 번호는 A63이며, 상대식 승강장 2면 2선의 구조를 갖춘 지상역이다.

## 타는 곳
| 1 | ■ 세키호쿠 본선 | (상행) | 기타미 · 엔가루 방면   |
| 2 | ■ 세키호쿠 본선 | (하행) | 비호로 · 아바시리 방면 |

## 역 주변
- 기타미 시청 단노 종합지소

## 역사
- 1912년 10월 5일 : 일본국유철도의 역으로서 개업. 일반역.
- 1933년 : 역사 개축.
- 1984년
  - 2월 1일 : 화물 · 소화물 취급 폐지.
  - 11월 10일 : 간이 위탁화.
- 1987년 4월 1일 : 일본국유철도 분할 민영화에 의해, 홋카이도 여객철도가 승계.
- 1991년 2월 : 역사 개축.
- 1992년 4월 1일 : 간이 위탁 폐지, 완전 무인화.

## 인접 역
| 세키호쿠 본선                  | 세키호쿠 본선   | 세키호쿠 본선                |
| ------------------------------ | --------------- | ---------------------------- |
| A62 이토시노 신아사히카와 방면 | ■ 세키호쿠 본선 | 히우시나이 A64 아바시리 방면 |